# Max Gillies
Maxwell Irvine Gillies (Melbourne, 16 de noviembre de 1941) es un actor australiano, comediante e imitador conocido por sus participaciones en las comedias The Gillies Report, The Gillies Republic y en Gillies and Company.

## Biografía
En 1990 fue galardonado con el A.M. (Miembro de la Orden de Australia) por sus servicios a las artes escénicas. Estudió en la universidad de Monash en Melbourne, Australia.
Max está casado con Louise Adler; una prominente figura de la publicación australiana.

## Carrera
En 1978 apareció por primera vez en la serie Tickled Pink donde dio vida a Bill durante el episodio "The Family Business" y al tío en "A Visit to the Uncle", más tarde apareció nuevamente en la serie en 1981 ahora interpretando a Willeke en el episodio "The Water Man" y en "Three Blind Mice".
Entre 1981 y 1986 apareció en las series cómicas The Gillies Report y en The Gillies Republic en donde interpretó a varios personajes entre ellos presidentes, escritores, empresarios, reyes, papas, políticos y líderes como: Robert Hawke, Margaret Thatcher, Donald Chipp, John Howard, la reina Isabel II de Inglaterra, el papa Juan Pablo II, entre otros...
En 1990 Max tomó el papel de Rene en la obra Allo Allo! después de que el actor principal Gorden Kaye se lastimara.
En 1992 se unió al elenco de la serie cómica Gillies and Company donde dio vida a varios personajes.
En 1995 interpretó a Bill Foster en un episodio de la serie policíaca Blue Heelers.
En el 2000 apareció como invitado en la serie médica All Saints donde dio vida a Ian Benson.
En el 2012 apareció como invitado en la serie House Husbands donde dio vida a Noel Albert, el padre de Abi Albert-Oliver (Natalie Saleeba) y Kane Albert (Gyton Grantley).

## Filmografía

### Series de Televisión
| Año         | Serie                     | Personaje         | Notas                          |
| ----------- | ------------------------- | ----------------- | ------------------------------ |
| 2012        | House Husbands            | Noel Albert       | episodio # 1.3                 |
| 2003        | Welcher & Welcher         | Larry             | episodio "The Winslow Boy"     |
| 2000        | All Saints                | Ian Benson        | episodio "One for the Road"    |
| 1995        | Blue Heelers              | Bill Foster       | episodio Stop for a Bite"      |
| 1992        | Gillies and Company       | Varios Personajes | -                              |
| 1981 - 1986 | The Gillies Republic      | Varios Personajes | 6 episodios                    |
| 1984        | The Gillies Report        | Varios Personajes | -                              |
| 1980        | Spring & Fall             | Charlie           | episodio "The Last Card"       |
| 1988        | Bluey                     | John Clancy       | episodio "The Pick Up"         |
| 1976        | Tandarra                  | Dr. Roland Clancy | episodio "Whoyoo Kudaitja Man" |
| 1975        | Homicide                  | Lennie            | episodio "Do Us All a Favour"  |
| 1974        | Flash Nick from Jindavick | Varios Personajes | -                              |

### Películas
| Año  | Título                        | Personaje              | Notas                                                                                             |
| ---- | ----------------------------- | ---------------------- | ------------------------------------------------------------------------------------------------- |
| 2006 | Wil                           | Terapeuta              | junto a Matthew Dyktynski, Evelyn Krape, Terry Camilleri & Jude Beaumont                          |
| 2003 | The Ball                      | John Howard            | corto - junto a Gabby Millgate                                                                    |
| 1996 | Lust and Revenge              | Crítico de Arte        | junto a Nicholas Hope, Claudia Karvan, Robert Menzies, Chris Haywood & Wendy Hughes               |
| 1991 | A Woman's Tale                | Yerno de Billy         | junto a Gosia Dobrowolska, Norman Kaye, Chris Haywood & Tony Llewellyn-Jones                      |
| 1988 | As Time Goes By               | Joe Bogart             | junto a Bruno Lawrence, Nique Needles, Ray Barrett & Marcelle Schmitz                             |
| 1985 | The Coca-Cola Kid             | Frank Hunter           | junto a Eric Roberts, Greta Scacchi, Kris McQuade, Chris Haywood & Tony Barry                     |
| 1982 | A Shifting Dreaming           | -                      | junto a Ray Barrett, Cul Cullen, Reg Evans, Anthony Hawkins, Gerard Kennedy & Jack Thompson       |
| 1980 | A Wild Ass of a Man           | James Muldoon          | junto a Cornelia Frances, Carrillo Gantner & Jeremy Kewley                                        |
| 1979 | Dimboola                      | Vivian Worcester-Jones | junto a Bruce Spence, Natalie Bate & Max Cullen                                                   |
| 1976 | The Trespassers               | Publicista             | junto a Judy Morris, Briony Behets, Peter Carmody & Chris Haywood                                 |
| 1975 | Pure S                        | Dr. Harry Wolf         | junto a Sally McNee, Doc Smith, Russell Kirby & Kenny Taylor                                      |
| 1975 | The Great MacArthy            | Stan                   | junto a John Jarratt, Judy Morris, Kate Fitzpatrick, Barry Humphries & Chris Haywood              |
| 1975 | The True Story of Eskimo Nell | Deadeye Dick           | junto a Serge Lazareff, Butcher Vachon, Jerry Thomas, Kurt Beimel & Kris McQuade                  |
| 1975 | The Firm Man                  | Director de Gerencias  | junto a Peter Cummins, Eileen Chapman, Bethany Lee, Peter Carmody, Kris McQuade & Diane Preston   |
| 1974 | The Cars That Ate Paris       | Metcalfe               | junto a John Meillon, Terry Camilleri, Chris Haywood, Danny Adcock, Bruce Spence & Melissa Jaffer |
| 1973 | Dalmas                        | Rojack                 | junto a Peter Whittle, Peter Cummins, John Duigan & Roger Ward                                    |
| 1973 | Libido                        | Gerry                  | junto a Jack Thompson, Debbie Nankervis & Suzanne Brady                                           |
| 1973 | Dimboola: The Stage Play      | Bayonet                | junto a Eileen Chapman, Jack Charles, Peter Cummins & Roslyn DeWinter                             |
| 1971 | Stork                         | Tío Jack               | junto a Bruce Spence, Graeme Blundell, Helmut Bakaitis & Jacki Weaver                             |

### Como Director, Productor & Comediante
| Año        | Título                             | Notas                            |
| ---------- | ---------------------------------- | -------------------------------- |
| 2009, 2010 | Godzone                            | obra - escritor                  |
| 2007       | The Trial of John Winston Howard   | obra                             |
| 2007       | The Fire Raisers                   | obra - director asociado         |
| 2005       | A Dagger Through The Art           | ponente                          |
| 2000       | The Goldberg Variations            | obra - director                  |
| 1986       | The Gillies Republic               | 6 episodios - productor asociado |
| 1982, 1983 | A Night of National Reconciliation | obra - dramaturgo                |
| 1979       | Dimboola                           | productor asociado               |
| 1972       | The Compulsory Century             | obra - escritor                  |
| 1971       | Marvellous Melbourne               | obra - director                  |

### Teatro
| Año        | Obra                              | Personaje     | Director (a)     | Teatro              | Notas                                                                   |
| ---------- | --------------------------------- | ------------- | ---------------- | ------------------- | ----------------------------------------------------------------------- |
| 2012       | The Seed                          | Brian Maloney | -                | Melbourne Theatre   | junto a Tony Martin & Sara Gleeson                                      |
| 2011       | Much Ado About Nothing            | Dogberry      | John Bell        | Sydney Theatre      | junto a Toby Schmitz, Matthew Walker & Blazey Best                      |
| 2009, 2010 | Godzone                           | -             | Aidan Fennessy   | Sumner Theatre      | -                                                                       |
| 2009       | The Man from Mukinupin            | -             | Wesley Enoch     | Belvoir St. Theatre | junto a Craig Annis, Roxanne McDonald & Kerry Walker                    |
| 2007, 2008 | Heroes                            | Henri         | Jon Halpin       | Cremorne Theatre    | junto a Robert Coleby, Barry Otto & Dennis Olsen                        |
| 2007       | Dimboola                          | -             | -                | -                   | junto a Evelyn Krape, Robert Meldrum & Tim Robertson                    |
| 2003, 2006 | Babes in the Wood                 | Tía Avarice   | Michael Kantor   | Merlyn Theatre      | junto a Caroline Craig, Francis Greenslade, Eddie Perfect & Lucy Taylor |
| 2006       | A Hard God                        | -             | Denis Moore      | -                   | junto a Ralph Cotterill, Jacki Weaver, David Lyons & Kerry Walker       |
| 2005, 2006 | A Couple of Blaguards             | Malachy       | Howard Platt     | York Theatre        | junto a Max Cullen                                                      |
| 2005       | Love Letters                      | -             | John Clark       | Parade Theatre      | junto a Shane Bourne, Marcus Graham, Noni Hazlehurst & Geoff Morrell    |
| 2004, 2005 | The Big Con                       | -             | Denis Moore      | -                   | junto a Eddie Perfect                                                   |
| 2003, 2004 | Last of the Red Hot Lovers        | -             | Jennifer Hagan   | Q Theatre           | junto a Jacki Weaver                                                    |
| 2004       | What the Butler Saw               | -             | Jim Sharman      | Belvoir St. Theatre | junto a Nicholas Eadie, Deborah Kennedy & Michael McCall                |
| 2003       | The Dock Brief                    | -             | Sandra Bates     | Ensemble Theatre    | junto a Warren Mitchell                                                 |
| 2002       | Your Dreaming: The Prime M...     | -             | Aubrey Mellor    | Q Theatre           | -                                                                       |
| 2000       | A Couple of Blaguards             | -             | -                | Ensemble Theatre    | junto a Max Cullen                                                      |
| 1999       | The Merry Widow                   | Miko Zeta     | Rodney Fisher    | Festival Theatre    | junto a Paul Baird, Brenden Lovett, Marina Prior & Graham Russell       |
| 1998       | Noises Off                        | -             | Peter Williams   | Civic Theatre       | junto a Lisa Broadby, Brian Cahill, Jon English & Bruce Samazan         |
| 1998       | The Club                          | -             | Bruce Myles      | -                   | junto a Vince Colosimo, Jeremy Stanford, Gary Sweet & John Wood         |
| 1998       | Misalliance                       | -             | Chris Newton     | -                   | junto a Marta Dusseldorp, Rhys McConnochie & Pamela Rabe                |
| 1997       | After the Ball                    | -             | Robyn Nevin      | Alexander Theatre   | junto a Bille Brown, Carol Burns, Jennifer Flowers & Melissa McMahon    |
| 1997       | Run For Your Wife                 | -             | Peter Williams   | Civic Theatre       | junto a Kevin Hides, Gorden Kaye, Anna Lee & Tony Shadforth             |
| 1996       | Competitive Tenderness            | -             | Aubrey Mellor    | Merlyn Theatre      | junto a Merridy Eastman, Doris Younane & Monica Maughan                 |
| 1996       | Little Shop of Horrors            | -             | David Atkins     | Enmore Theatre      | junto a Christine Anu, Craig Ilott & James Reyne                        |
| 1996       | Gillies Live at the Club Republic | -             | Catherine Hill   | Civic Theatre       | -                                                                       |
| 1995       | Lady Windermere's Fan             | -             | Roger Hodgman    | -                   | junto a Zoe Burton, Robert Menzies, Robyn Nevin & Frances O'Connor      |
| 1995       | Three Birds Alighting on a Field  | -             | Cath McKinnon    | -                   | junto a Michaela Cantwell, Vanessa Downing & Edmund Pegge               |
| 1994       | The Sisters Rosensweig            | -             | Roger Hodgman    | Majesty's Theatre   | junto a Judi Farr, Jacki Weaver, Rachel Griffiths & Genevieve Picot     |
| 1993       | Scrooge - The Musical             | -             | Bob Tomson       | Princess Theatre    | junto a James Ryan, Gina Hogan, Rod McLennan & William Zappa            |
| 1993       | The Beaux Stratagem               | -             | Aubrey Mellor    | -                   | junto a Paul Bishop, Jonathan Hardy, Peter Lamb & Richard Roxburgh      |
| 1993       | In Two Minds                      | -             | Greg Carroll     | Theatre Royal       | -                                                                       |
| 1992       | Scanlan / The Evils of Smoking    | -             | Greg Carroll     | Universal Theatre   | -                                                                       |
| 1990, 1991 | A Stretch of the Imagination      | -             | Denis Moore      | Octagon Theatre     | -                                                                       |
| 1990       | 'Allo 'Allo!                      | Rene          | Peter Farago     | State Theatre       | junto a Amanda Dole, Richard Gibson & Robin Parkinson                   |
| 1987       | The Department                    | -             | Rodney Fisher    | York Theatre        | junto a Geoff Morrell, Ron Graham, Tracy Mann & Paul Williams           |
| 1987       | A Chorus of Disapproval           | -             | John Sumner      | -                   | junto a Julia Blake, Beverley Dunn, Genevieve Mooy & Robin Ramsay       |
| 1983       | Accidental Death of an Anarchist  | -             | Brent McGregor   | Athenaeum Theatre   | junto a Deborah Kennedy, Russell Newman & John Turnbull                 |
| 1982       | Welcome the Bright World          | -             | Neil Armfield    | -                   | junto a Brandon Burke, Michele Fawdon, Russell Newman & Barry Otto      |
| 1981       | Squirt                            | -             | Neil Armfield    | -                   | junto a Evelyn Krape                                                    |
| 1981       | Smoking is a Health Hazard        | -             | Neil Armfield    | Phillip St. Theatre | -                                                                       |
| 1980       | Clouds                            | -             | -                | -                   | junto a Paul Bertram, Jennifer Hagan & John McTernan                    |
| 1979, 1980 | Traitors                          | -             | Neil Armfield    | Nimrod Theatre      | junto a Judi Farr, Colin Friels, Barry Otto & Noni Hazlehurst           |
| 1979       | Marsupials                        | -             | Bruce Myles      | Russell St. Theatre | junto a Carol Burns, Matthew King & Sean Scully                         |
| 1979       | Beware of Imitations              | -             | Bill Hannan      | -                   | junto a Bruce Spence                                                    |
| 1977       | A Stretch of the Imagination      | -             | Paul Hampton     | -                   | -                                                                       |
| 1975, 1977 | The Hills Family Show             | -             | Bob Thorneycroft | -                   | junto a Laurel Frank, Evelyn Krape, Tony Taylor & Jack Weiner           |
| 1976       | A Toast to Melba                  | -             | Jack Hibberd     | National Theatre    | junto a Peter Finlay, Evelyn Krape, Tony Taylor & Jack Weiner           |
| 1976       | Yours for the Masking             | -             | -                | -                   | junto a Lindsay Dresden, George Dreyfus, Ian McKenzie & Jenny Walsh     |
| 1974       | Housey                            | -             | John Wood        | -                   | junto a Robert Meldrum, Fay Mokotow & Terry Norris                      |
| 1973       | The Dumb Waiter                   | -             | Charles Kemp     | -                   | junto a Chris Haywood                                                   |
| 1970, 1971 | Marvellous Melbourne              | -             | Graeme Blundell  | -                   | junto a Lindy Davies, Graeme Blundell, Bill Garner & Rod Moore          |
| 1964       | Endgame                           | -             | Dennis Douglas   | Union Theatre       | junto a Ian Catchlove                                                   |
| 1964       | Love's Best Doctor                | -             | David Bradley    | Union Theatre       | junto a Richard Murphet & John Romeril                                  |